# 큰천남성
큰천남성(-天南星)은 천남성과 천남성속의 여러해살이풀이다. 대한민국 서해안의 섬 지역과 남부 지방의 숲속에서 자란다. 대한민국, 일본, 오키나와 등에서 자생한다. 25 cm 가량의 잎대 위로 8 - 30 cm로 세 개의 작은 잎이 달린 복엽이 마주난다. 5월에 꽃이 피고 열매는 붉고 긴 장과에 씨가 여럿 달린다. 독성식물이다.